# Hans Robert Schöler
Hans Robert Schöler (* 30. Januar 1953 in Toronto, Kanada) ist Molekularbiologe und Stammzellforscher. Er war bis Ende Oktober 2021 Direktor am Max-Planck-Institut für molekulare Biomedizin in Münster. Seitdem leitet er die MPG White Paper Emeritus Gruppe: "White Paper - Animal Testing in the Max Planck Society" - Brain Organoids: Alternatives to Animal Testing in Neuroscience am münsterschen Max-Planck-Institut.

## Leben und Wirken
Hans Schöler kam 1960 nach Deutschland und wuchs in Paderborn, München und Heidelberg auf. Nach dem Studium der Biologie an der Universität Heidelberg forschte Schöler am Zentrum für Molekulare Biologie Heidelberg (ZMBH). Die damit verbundenen Ergebnisse führten 1985 zu seiner Promotion an der Universität Heidelberg.
Nach Tätigkeiten als Forschungsgruppenleiter für Boehringer Mannheim am Forschungszentrum Tutzing und als wissenschaftlicher Mitarbeiter am Max-Planck-Institut für biophysikalische Chemie in Göttingen, übernahm Schöler 1991 die Leitung einer Forschungsgruppe am Europäischen Laboratorium für Molekularbiologie (EMBL) in Heidelberg. In die Zeit seines Aufenthaltes in Göttingen fällt die Entdeckung des wichtigsten Stammzellgens Oct-4, das eine wichtige Rolle bei der Reprogrammierung von Stammzellen spielt (Nobelpreis für Physiologie 2012, S. Yamanaka). 1994 habilitierte er an der biologischen Fakultät der Ruprecht-Karls-Universität Heidelberg.
1999 verließ Hans Schöler das EMBL, um die Professur für Reproduktionsphysiologie an der ‚School of Veterinary Medicine’ der University of Pennsylvania, USA, zu übernehmen. Zugleich war er Direktor des ‚Center of Animal Transgenesis and Germ Cell Research’. Von 2000 bis 2004 war er Inhaber des ‚Marion Dilley and David George Jones’-Lehrstuhls für Reproduktionsmedizin.
Seit 2004 ist Hans Schöler Direktor der Abteilung Zell- und Entwicklungsbiologie am Max-Planck-Institut für molekulare Biomedizin, Münster. Er ist Professor der medizinischen Fakultät der Westfälischen Wilhelms-Universität Münster und darüber hinaus außerordentlicher Professor der University of Pennsylvania und der Medizinischen Hochschule Hannover.
Ein Entwicklungsbiologenteam um Hans Schöler im Max-Planck-Institut für molekulare Biomedizin in Münster haben Forschungsergebnisse in der Fachzeitschrift Nature veröffentlicht. Ihnen ist es gelungen mit Hilfe eines einzigen Gens erstmals Nervenzellen des Menschen in sogenannte „Alleskönner“ zu verwandeln, die sich in jede Zelle und somit jede Gewebeart entwickeln können. Schöler stuft die Qualität der auf diese Weise gewonnenen Stammzellen als so hoch ein, dass man künftig wohl auf den Import embryonaler Stammzellen so gut wie verzichten könne.
Im Jahr 2007 war die Regierung von NRW auf der Suche nach Zukunftsprojekten und fragte bei Hans Schöler an, der daraufhin ein „Centrum für Angewandte Regenerative Entwicklungstechnologien“ (CARE) vorschlug. In Nordrhein-Westfalen wurde sein Forschungsprojekt „CARE“ auch mit Verweis auf die Haushaltslage später als „nicht förderfähig“ angesehen. Das Projekt soll jetzt mit Schöler in München realisiert werden.

## Forschung
Schwerpunkte seiner Forschertätigkeit sind die molekulare Biologie von Zellen der Keimbahn (pluripotente Zellen und Keimzellen); transkriptionelle Regulation von Genen in der Keimbahn von Säugern, Entschlüsselung des molekularen Ablaufes der Reprogrammierung somatischer Zellen nach Induktion mit Transkriptionsfaktoren, Kerntransfer in Oozyten oder Fusion mit pluripotenten Zellen.
Seine über 250 Publikationen wurden über 14.000 mal zitiert. Sein Hirsch-Index beträgt 75 (Stand Juli 2017).

## Auszeichnungen und Mitgliedschaften
- 2004: Mitglied der Deutschen Akademie der Naturforscher Leopoldina[7]
- 2005: Mitglied der Nordrhein-Westfälischen Akademie der Wissenschaften
- 2008: Robert-Koch-Preis gemeinsam mit Irving L. Weissman und Shin’ya Yamanaka
- 2010: Ulsan National Institute of Science and Technology (UNIST) eröffnet das „Hans Schöler Stem Cell Research Center“
- 2010: Berlin-Brandenburgische Akademie der Wissenschaften, Biowissenschaftlich-medizinische Klasse[8]
- 2011: Kazemi Prize
- 2011: Emil-von-Behring-Vorlesung
- 2011: Max-Delbrück-Medaille[9]
- 2016: Mitglied der European Molecular Biology Organization